# Quận La Salle, Louisiana
La Salle là một quận thuộc bang Louisiana, Hoa Kỳ. Theo ước tính năm 2009, dân số quận này là 13964 người, mật độ 9 người/km².

## Dân số
Biến động dân số qua các từ 1900-2010: